# Emilio Segrè
Emilio Gino Segrè (ur. 1 lutego 1905 w Tivoli, Włochy, zm. 22 kwietnia 1989 w Lafayette, Kalifornia, USA) – amerykański fizyk jądrowy, z pochodzenia włoski Żyd, który w roku 1937 otrzymał, wspólnie z Carlo Perrierem (1886–1948), pierwszy pierwiastek sztuczny – technet (Tc). W roku 1940 Segrè uczestniczył w odkryciu astatu, a w roku 1941 – plutonu. Laureat Nagrody Nobla w dziedzinie fizyki (1959).

## Życiorys
Był profesorem Uniwersytetu w Palermo w latach 1936–1938. W roku 1938 wyjechał do USA, gdzie został profesorem Uniwersytetu Kalifornijskiego w Berkeley (1946–1972). W latach 1942–1946 kierował grupą laboratoriów w Los Alamos (projekt Manhattan).
Prowadził badania w zakresie fizyki jądrowej. Współpracował także z innymi wybitnymi fizykami. Z Enrico Fermim opracował pomysł spowalniania prędkich neutronów w wyniku przepuszczania ich przez substancje zawierające wodór. Współodkrywca pierwiastków: technetu (1937), astatu (1940) i plutonu-239 (1941). Wraz z Owenem Chamberlainem odkrył antyproton (1955), za co w roku 1959 otrzymał Nagrodę Nobla.
Był laureatem wielu innych nagród i członkiem towarzystw naukowych, m.in. Narodowej Akademii Nauk w Waszyngtonie.